# گرانبها (فیلم ۲۰۰۶)
گرانبها (به انگلیسی: Priceless) فیلمی محصول سال ۲۰۰۶ و به کارگردانی پیر سالوادوری است. در این فیلم بازیگرانی همچون گاد الماله، اودره توتو، مری-کریستین آدام، ژاکوس اسپیسر، ورنن دابچف و آنلیز اسم ایفای نقش کرده‌اند.

## خلاصه داستان
زن جوانی که با افسون‌هایش مردان را تیغ می زند، در شرایطی گیج‌کننده یک خدمتکار ساده و مهربان هتل را با خواستگاری ثروتمند اشتباه گرفته و با او رابطه برقرار می‌کند...